# Dicologlossa
Dicologlossa es un género de peces de la familia Soleidae, del orden Pleuronectiformes. Este género marino fue descrito por primera vez en 1927 por Paul Chabanaud.

## Especies
Especies reconocidas del género:
- Dicologlossa cuneata (É. Moreau, 1881)
- Dicologlossa hexophthalma (E. T. Bennett, 1831)